# Oudkatholieke kerk (Hilversum)
De oudkatholieke kerk Sint Vitus in Hilversum is een kruiskoepelkerk omdat er een vieringtoren op de kruising van het bouwwerk staat. De kerk is op 10 december 1889 ingewijd en op 10 december 1958 opnieuw nadat hij gerestaureerd was na een brand. Voor zowel de inwijding als de herinwijding zijn gedenkstenen aangebracht.
De huidige kerk werd ter vervanging van de 17e-eeuwse Achterhofsekerk gebouwd. Dat was een schuilkerk die was gelegen achter een aantal boerderijen, vandaar de aanduiding 'achterhof' in de naam.

## Geschiedenis
In 1874 werd Hilversum met het spoornetwerk verbonden. De Achterhofsekerk lag samen met de pastorie direct aan het spoor, de bijbehorende tuin werd onteigend. Na verloop van tijd werd besloten om een nieuwe kerk te laten bouwen. In 1887 werd de toen 38-jarige architect Petrus Augustinus Weeldenburg door pastoor Gul en kerkmeester C.A. de Jongh uitgenodigd om de nieuwe kerk te komen ontwerpen.
Weeldenburg ontwierp een driebeukige kruisbasiliek met een kruiskoepel van 32 meter hoog. De kerk is in de stijl van de neobarok ontworpen. De nieuwe kerk werd aan het Melkpad gebouwd omdat een parochiaan de grond waar de kerk op staat voor dit doel heeft afgestaan.

## Exterieur
De voorgevel ligt op het zuiden en heeft een risalerend zuilenfront. Op de zuilen is een fronton aangebracht over de volle breedte van de gevel en daarmee van het schip. Voor de gevel staan vier zuilen op sokkels, twee pilasters op de hoeken en twee Dorische zuilen naast de ingang. De dubbele deur heeft geprofileerde paneelomlijstingen. 
Op de verdieping staan vier ionische zuilen, zij ondersteunen het fries. Tussen de middelste zuilen staat een Christusbeeld, door Simon Miedema en is in 1889 vervaardigd.
De ramen in de oost- en westgevels zijn in rondboogvensters geplaatst en zijn gebrandschilderd. In de onderste delen van deze vensters zijn de zijingangen geplaatst.
De tamboer van de koepel is achthoekig en bevat grote ronde vensters met gekleurde glas-in-loodramen. Tussen de glas-in-loodramen zijn steunberen aangebracht, de uiteindes van de steunberen krullen. De krullen eindigen in het koepeldak door middel van een fronton.

## Interieur
In de kerk zijn verschillende schilderingen tussen Dorische pilasters aangebracht. De schilderingen zijn van de hand van Paul Determeyer en stammen uit de periode van 1933 tot 1944. De schilderingen stellen voor: de Aankondiging, de Geboorte, de Opdracht van de Heer in de tempel, de Aanbidding der wijzen, de Vlucht naar Egypte, de Twaalfjarige Jezus in de tempel, Doop in de Jordaan, Bruiloft te Kana, de Genezing van de blindgeborene, Maria en Martha, de Olijfberg, Ecce Homo, de Kruisiging en de Verrijzenis. In het transept zijn schilderingen te zien over de Wonderbare spijziging, Abrahams offer, Emmaüsgangers, Elia in de woestijn en de Wonderbare visvangst.